# San Giovanni (Bassano del Grappa)

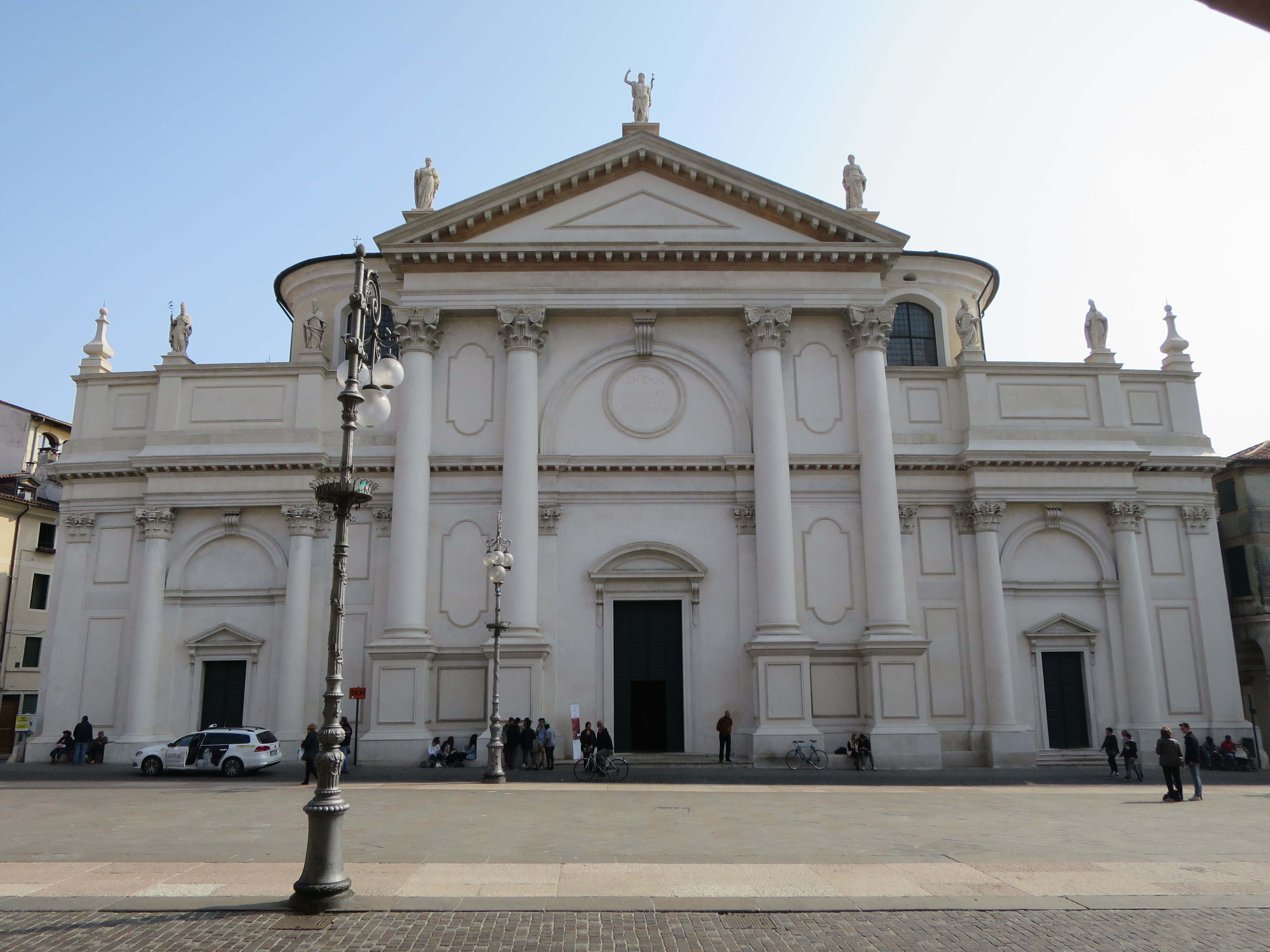
Hauptfassade der Kirche San Giovanni Battista, Bassano de Grappa

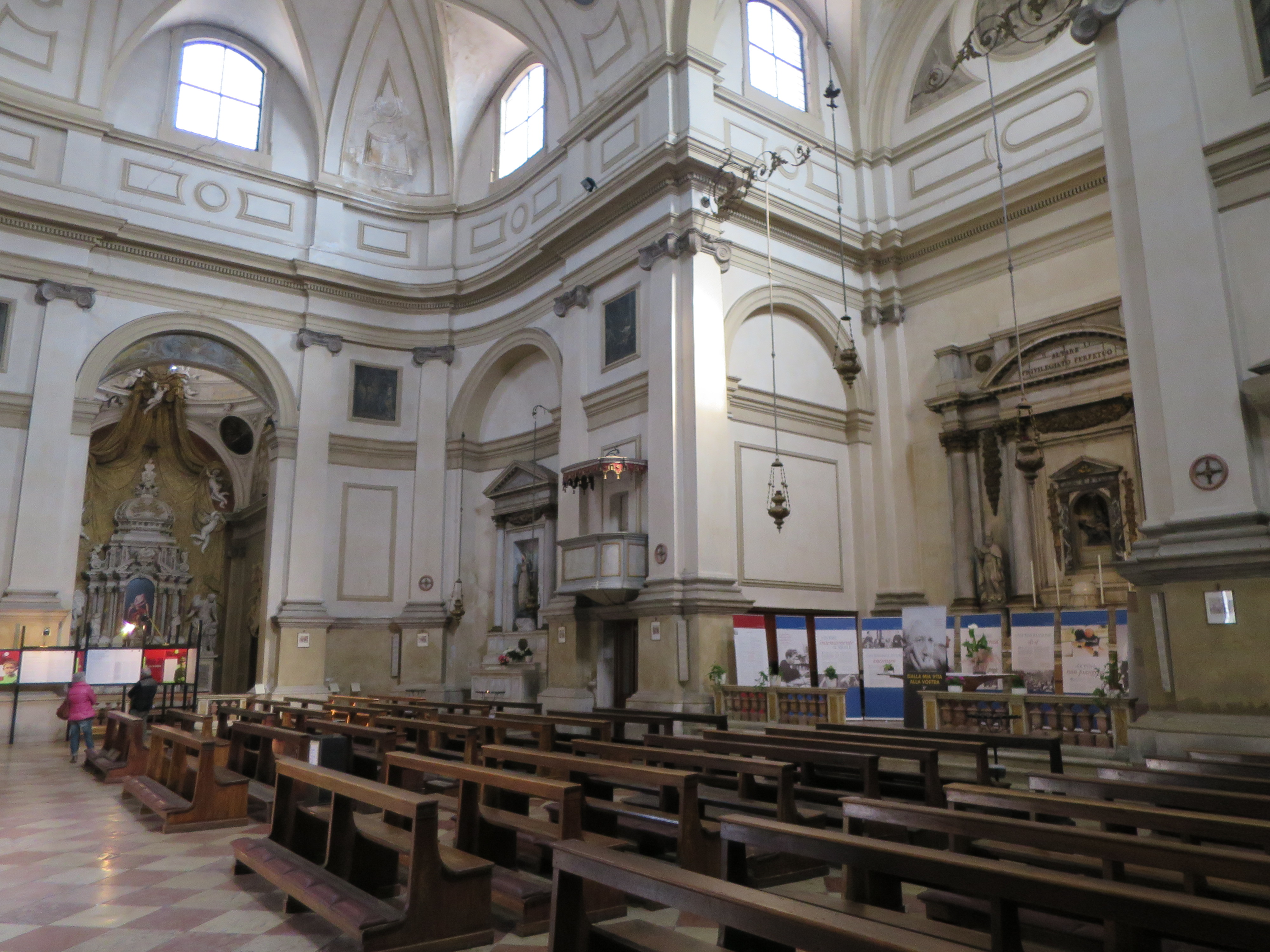
Quergerichteter Innenraum mit Sakramentskapelle (links) und Pietà-Kapelle (rechts)

Die katholische Pfarrkirche San Giovanni Battista in Bassano del Grappa ist eine spätbarocke Querkirche.

## Geschichte
1308 stiftete Jacobino del Blasi an der Stelle der heutigen Kirche ein Armenasyl, das über eine seit 1397 urkundlich bezeugte Kapelle des heiligsten Sakramentes verfügte. Im 15. Jahrhundert wurde die Kapelle zur Kirche ausgebaut und verschiedentlich umgestaltet. 1713 bis 1715 erfolgte der Neubau der ursprünglichen Sakramentskapelle. Ein 1747 begonnenes Umbauprojekt kam kurz nach Beginn für viele Jahre zum Erliegen, bis 1782 die Bauarbeiten unter der Leitung von Giovanni Miazzi wieder aufgenommen und einige Jahre später beendet wurden.

## Beschreibung

### Außenbau
Die monumentale Hauptfassade der Kirche zieht sich über die ganze Seite der Piazza Libertà. Prägendes Element ist der Risalit, der als frühklassizistische Tempelfront der Kirche vorgelagert ist. Der hohe Dreiecksgiebel über dem Hauptportal mit Zahnschnittfries ruht auf toskanischen Säulen. Die Fassade ist fensterlos, aber mit Rokoko-Kartuschen versehen, die Fenster andeuten. Ein Medaillon über dem Hauptportal trägt die Inschrift D - O - M IN HONOREM BATTISTAE. Die Seitenachsen der Hauptfassade nehmen die Formensprache der Hauptahe auf und verfügen je über einen kleineren Risalit mit Portal. Gebälk und Dreiecksgiebel sind mit Statuen bekrönt. Hinter der Schaufassade ist von der Piazza aus der Korpus des Kirchenschiffs mit den charakteristisch gerundeten Ecken sichtbar. Die Sakramentskapelle mit oktogonaler Kuppel und der einstige Campanile, der inzwischen in den Baukomplex inkorporiert ist, sind von der Piazza aus nicht sichtbar.

### Innenraum
Der Hochaltar befindet sich in der Sakramentskapelle auf der östlichen Schmalseite der Kirche. Insofern ist die Kapelle als Chor zu begreifen, wodurch man den Sakralraum als Längskirche begreifen könnte. Das Kirchengestühl im Schiff ist aber, der Fassade entsprechend, quer auf die Kapelle mit dem Pietà-Altar und die seitlich davon angebrachte Kanzel ausgerichtet. Somit bildet das Gotteshaus ein seltenes Beispiel einer katholischen Querkirche.
Während der Hochaltar in der Sakramentskapelle in prachtvoll-spielerischem Barockstil gehalten ist, weisen der zentrale Pietà-Altar und die fünf Seitenaltäre die Formenstrenge des frühen Klassizismus auf. Dies gilt auch für die Raumgliederung, die durch einfache ionische Pilaster und schlichtes Gebälk mit Zahnschnittfries erfolgt. Die Decke wird durch Stichkappen und Gurten geprägt. Die Deckenfresken werden dem venezianischen Rokoko-Künstler Giovanni Scaiario zugeschrieben. Von Giambattista Piazetta stammt das Altarbild der Sakramentskapelle, das Orazio Marinali mit Skulpturen ergänzt hat.

## Galerie

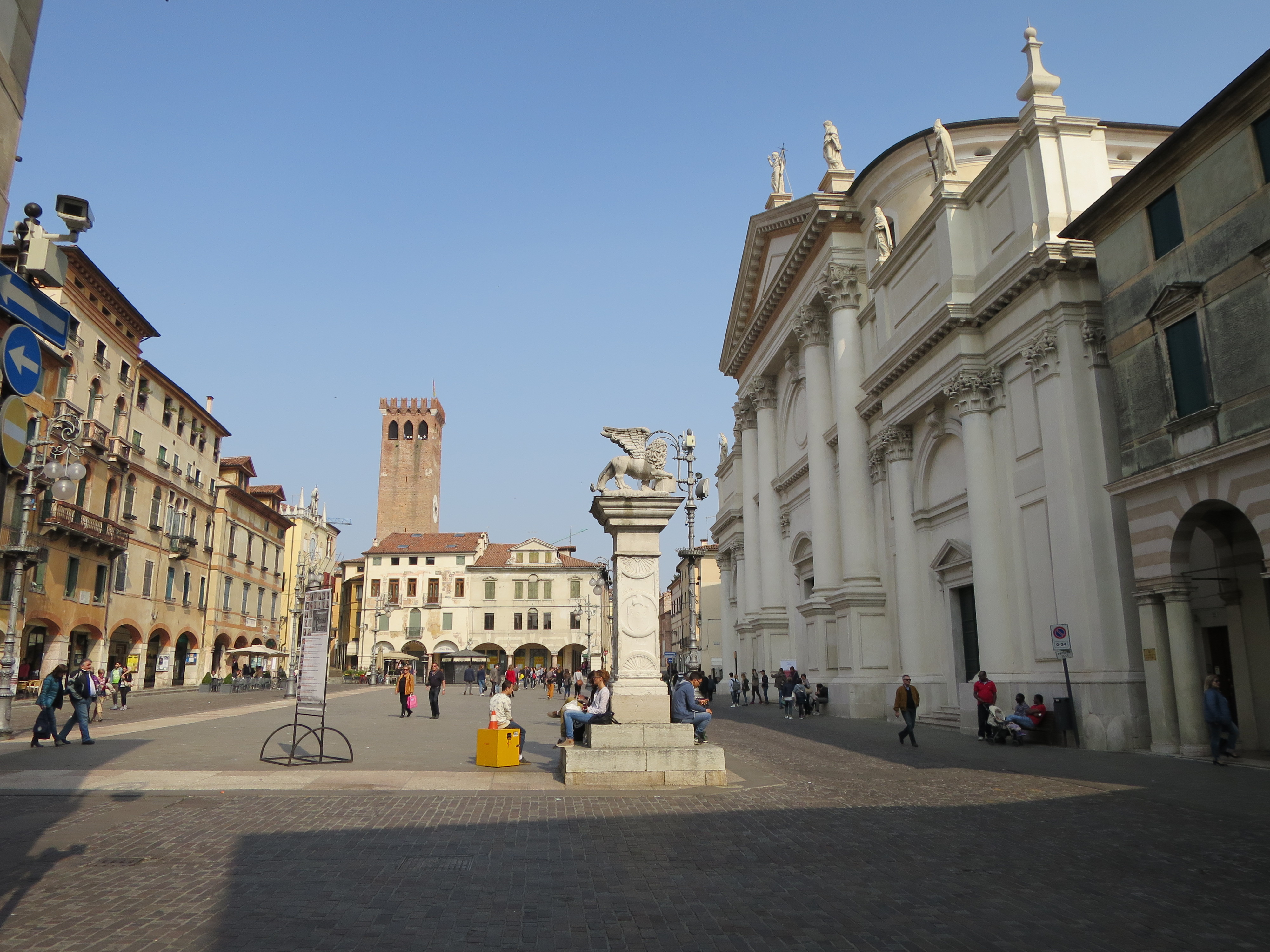
Hauptfassade mit Piazza Libertà
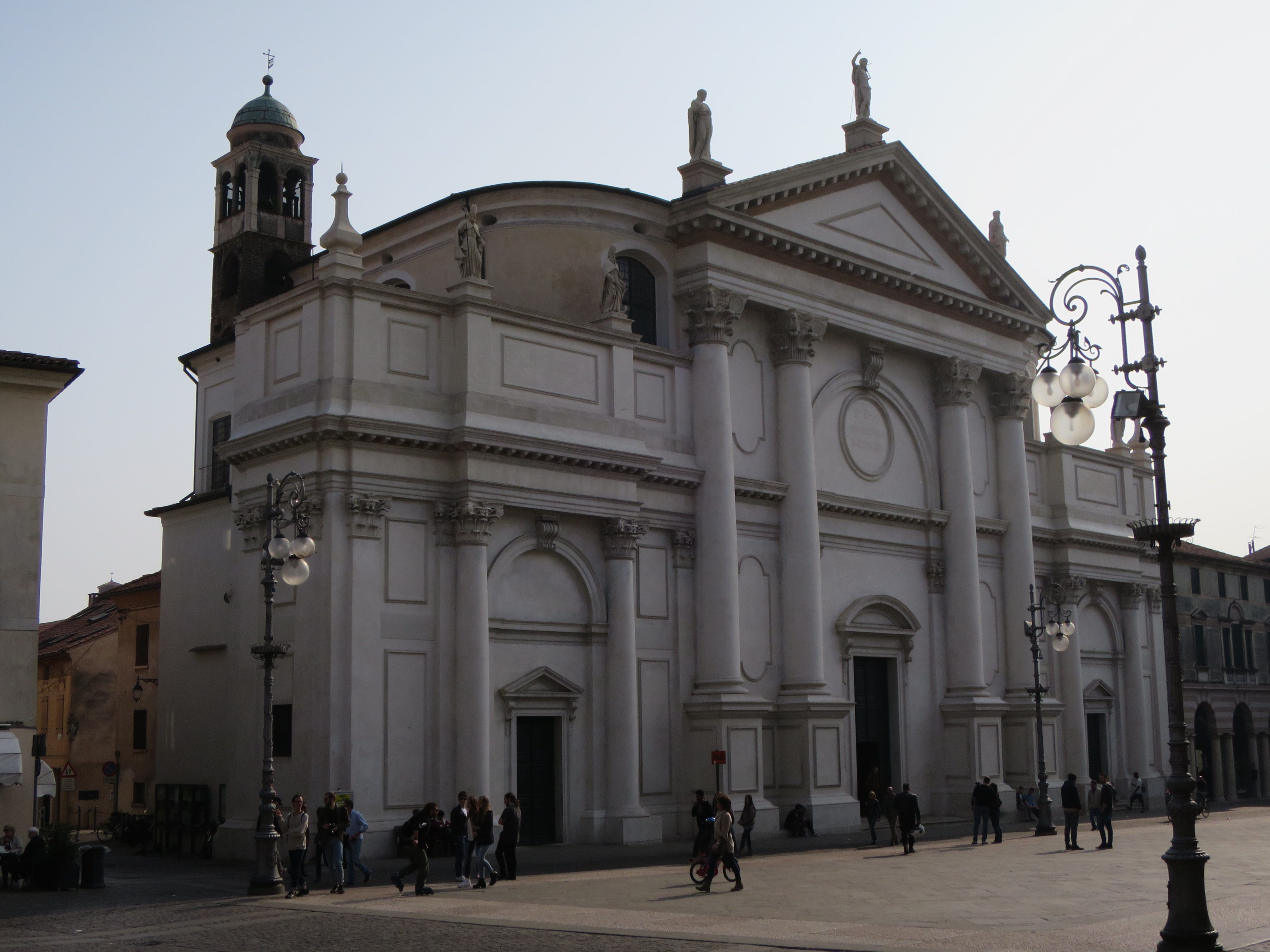
Hauptfassade mit Campanile
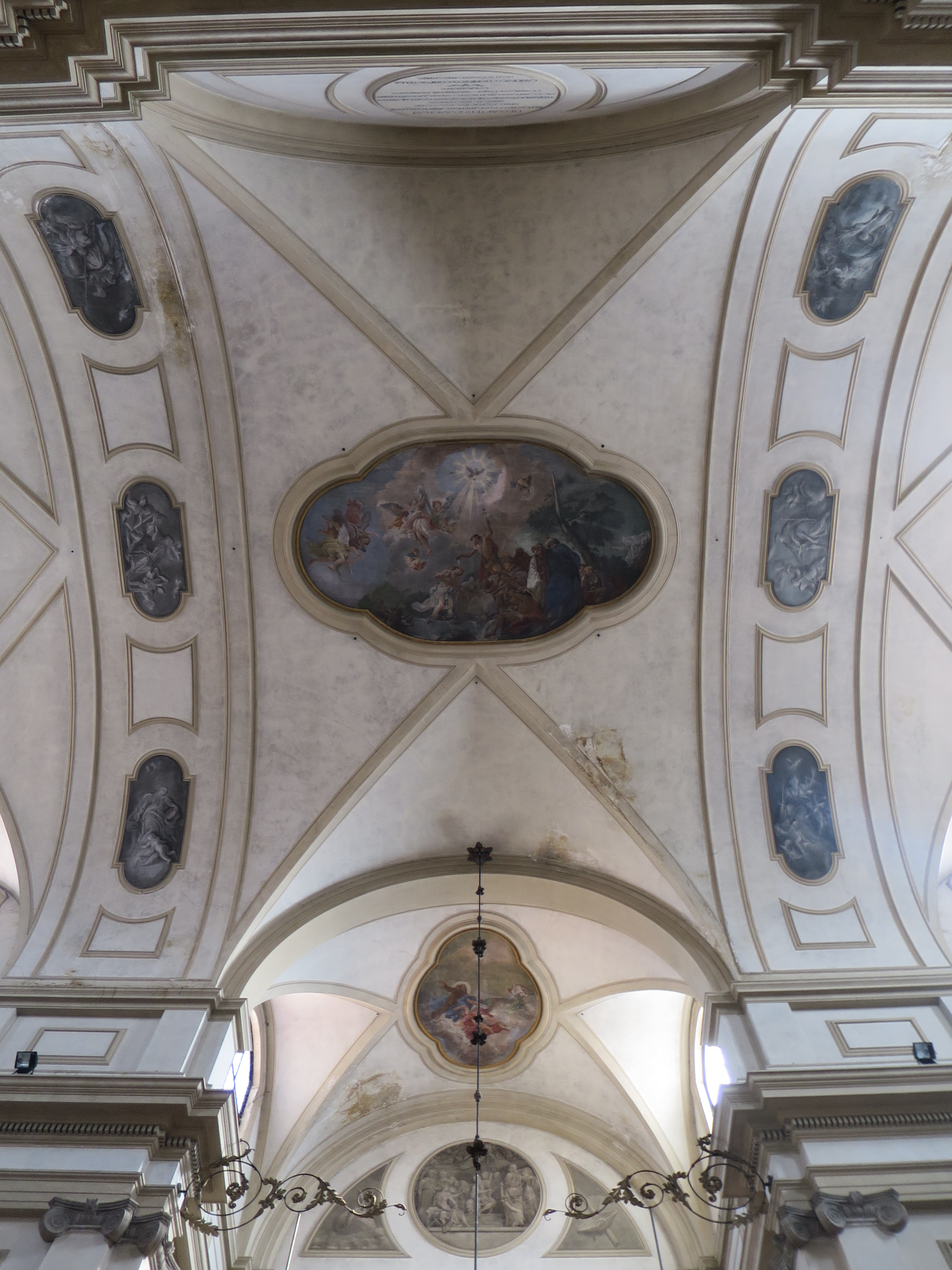
Decke mit Fresken
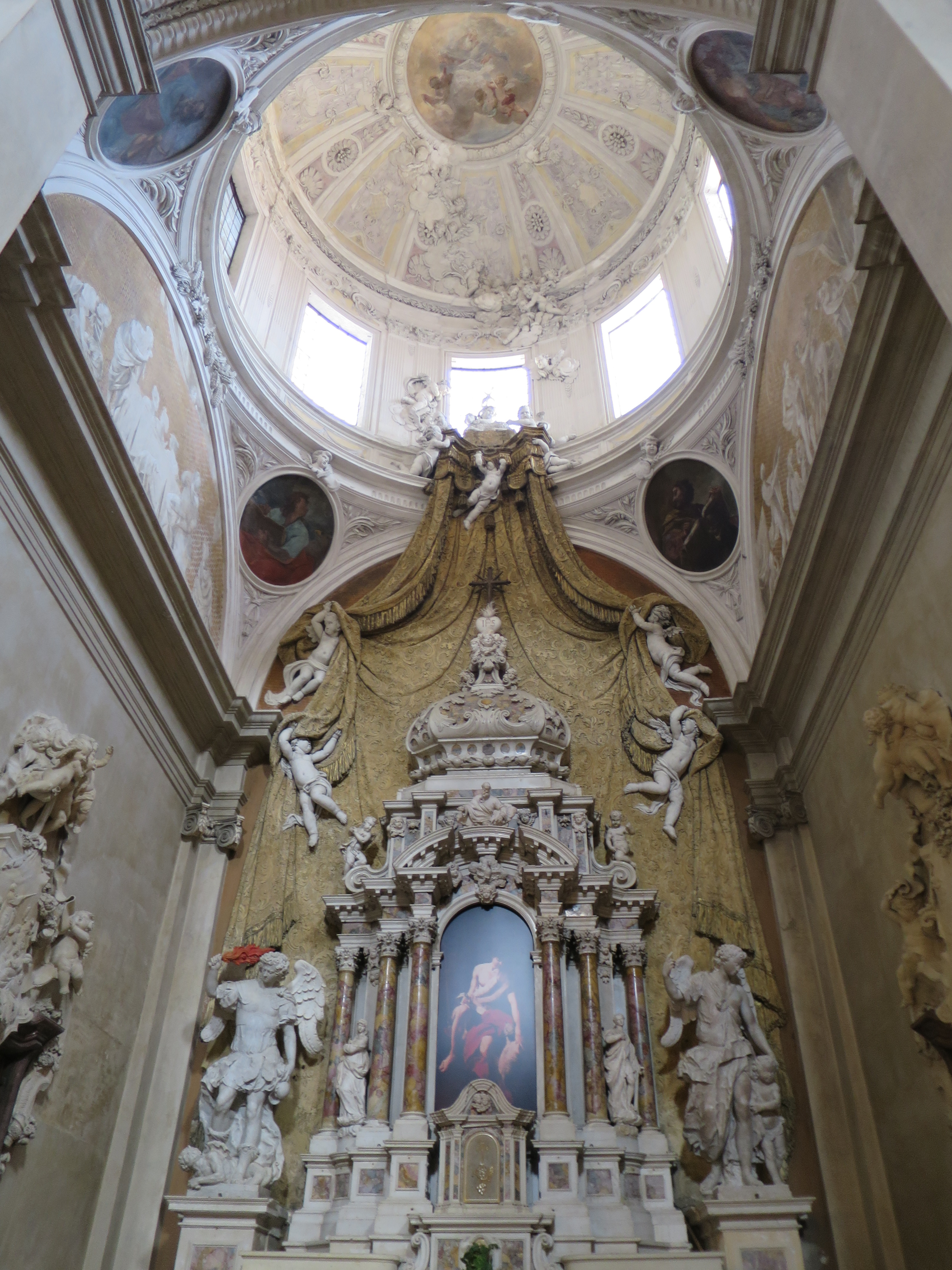
Sakramentskapelle